# Света Троица (Каменец Подолски)
„Света Троица" (на украински: Храм Пресвятої Трійці; на полски: Kościół św. Trójcy)) е църква в град Каменец Подолски, Хмелницка област в Западна Украйна. Църквата е разположена на Троицкия площад, близо до входа на историческия квартал на Стария град на Каменец-Подолски.
Писмени документи датират църквата „Света Троица“ от 1582 г., въпреки че археолозите са открили доказателства, че църквата може дори да е от 14 век.
След като Османската империя овладява Каменец през 1672 г., църквата „Света Троица“, заедно с други православни църкви в района, е превърната в мюсюлманска джамия. Тя остава такава до 1699 г., когато целият регион Подолия се връща под полски контрол и тя е предадена на униатите.
Църквата е една от най-старите в града и околностите, до унищожаването ѝ от съветските власти през 1935 г.
След независимостта на Украйна през 1991 г. площадът, където се намира църквата, е преименуван от площад „Куйбишев“ на Троицки площад. През 2006 г. започват реставрационни дейности, които приключват през 2008 г. На 10 юли 2010 г. църквата е осветена от Васил Семенюк, епископ Тернопол-Зборивски на Украинската гръкокатолическа църква.
В архитектурно отношение църквата „Света Троица“ прилича на две други църкви от Каменец Подолски от 16 век, църквата „„Св. Петър и Павел“ и „Йоан Предтеча“. Нейната конструкция е с овална форма, с олтар на изток и хор на юг; в западната част на църквата е камбанарията.